# Тјези
Тјези (итал. Thiesi) је насеље у Италији у округу Сасари, региону Сардинија.
Према процени из 2011. у насељу је живело 2973 становника. Насеље се налази на надморској висини од 461 м.

## Становништво
Према резултатима пописа становништва 2011. у општини је живело 3.005 становника.
| 1931. | 1936. | 1951. | 1961. | 1971. | 1981. | 1991. | 2001. | 2011. |
| ----- | ----- | ----- | ----- | ----- | ----- | ----- | ----- | ----- |
| 3.418 | 3.399 | 3.455 | 3.498 | 3.330 | 3.297 | 3.344 | 3.165 | 3.005 |